# Гыркасаёль
Гыркасаёль — река в России, протекает по территории Вуктыльского округа в Республике Коми. Устье реки находится в 6 км по левому берегу реки Большая Сойю. Длина реки составляет 13 км.
Исток находится в 14 км к северо-западу от села Дутово и в 41 км к юго-западу от города Вуктыл к югу от холма Нижний Лунвож (171 м НУМ). Река течёт на юго-восток, всё течение проходит по ненаселённому, всхолмлённому, частично заболоченному лесному массиву.
В нижнем течении Гыркасаёль теряет выраженное русло и входит в болото, окружённое реками Шоръёль, Сисъёль и Большая Сойю. Трактовка водотока из-за этого неоднозначна. Согласно водному реестру и карте P40-3_4 Сисъёль впадает в Гыркасаёль, а Гыркасаёль в Большую Сойю. Согласно карте P-40-5,6 Гыркасаёль впадает в Шоръёль, а Сисъёль является независимым притоком Большой Сойю.

## Данные водного реестра
По данным государственного водного реестра России относится к Двинско-Печорскому бассейновому округу, водохозяйственный участок реки — Печора от водомерного поста у посёлка Шердино до впадения реки Уса, речной подбассейн реки — бассейны притоков Печоры до впадения Усы. Речной бассейн реки — Печора.
Код объекта в государственном водном реестре — 03050100212103000061029.